# 太陽の子 (漫画)
『太陽の子』（たいようのこ）は、くまたかつみによる日本の少年漫画作品。
『月刊少年ジャンプ』（集英社）にて、連載された。全5話。

## 登場人物
若林エイジ
主人公。中学一年生。ハーフ。
じーちゃん
エイジの祖父。
マサル
エイジの父。写真家。
ヘレン
エイジの母。貿易商。
松木
富沢学園野球部のキャプテン。
中森
富沢学園の野球監督。
西村
富沢学園の投手。
広田
富沢学園の野球部員。
ジム
富沢学園の野球部員。
鈴木
富沢学園の野球部員。
石川
富沢学園の野球部員。
森本
富沢学園の野球部員。
本堂
富沢学園の野球部員。
小島
富沢学園の野球部員。
小川
富沢学園のキャッチャー。
山口
富沢学園の野球部員。
皆川
富沢学園の野球部員。
高木
三好ヶ丘の野球部員。
杉山
三好ヶ丘の野球部員。
青山
三好ヶ丘の野球部員。
井上
三好ヶ丘の野球部員。

## 単行本
- くまたかつみ 『太陽の子』 集英社〈ジャンプコミックス〉、全1巻
  1. 1994年3月9日発行、ISBN 4-08-871437-7